# Julio Salvador Sagreras
Julio Salvador Sagreras (Buenos Aires, 22 novembre 1879 – Buenos Aires, 20 luglio 1942) è stato un chitarrista, compositore e insegnante argentino.
Figlio di chitarristi, è stato professore di chitarra presso l'accademia di belle arti di Buenos Aires.
Dal 1900, e fino agli anni '30, ha condotto una fortunata attività concertistica (anche radiofonica), e nel 1905 ha fondato una propria scuola di chitarra: (l'Academia de Guitarra).
La sua fama tra i cultori dello strumento è legata soprattutto alla pubblicazione di una serie di metodi progressivi per l'apprendimento della chitarra, intitolati "Le prime lezioni di chitarra", "Le seconde lezioni di chitarra", etc. per un totale di sei volumi. Disposte in ordine progressivo di difficoltà, in esse l'autore ha  saputo coniugare sapientemente l'intento didattico con la gradevolezza degli esercizi. L'opera ha avuto un grande successo ed è stata pubblicata in tutto il mondo (in Italia dalla casa editrice Bèrben - Edizioni musicali).
Come compositore, ha scritto musica per pianoforte e, soprattutto, per chitarra. Ha pubblicato circa cento composizioni con l'editore Francisco Nuñez, a Buenos Aires.

## Composizioni
- El Colibri, per chitarra
- Mazurka de Salon, op. 1
- Quejas Amorosas, valzer op. 2
- Mis Aspiraciones, gran fantasia op. 3
- Espontánea, gavotta n. 1, op. 5
- Madrid, valzer-capriccio spagnolo op. 6
- Venecia, barcarola-capriccio op. 7
- Cadenciosa, habanera op. 8
- Zamba y Vidalita Oriental, op. 10
- Estilos criollos, op. 11
- Miradas y Sonrisas, valzer per chitarra op. 14
- Melancolía, sonata op. 15
- El Inspirado, valzer per chitarra op. 16
- La Marcial, marcia per chitarra op. 17
- Pensando en Ella, op. 18
- Tres Piezas Fáciles, op. 19 (Marcia, Maria Luisa, Nostalgia)
- Miniatura, valzer op. 20
- Divagando, andante sentimental op. 21
- Arrullos, valzer op. 22
- Sonatina-Estudio n. 1, op. 23
- Delia, valzer per chitarra op. 24
- Sonatina-Estudio n. 2, op. 25
- Magdalena, valzer op. 26
- El pimpollito, op. 27
- Sonatina-Estudio n. 3, op. 28
- La Elegante, gavotta n. 2, op. 29
- Rimas, valzer op. 30
- Sonatina-Estudio n. 4, op. 31
- Anita, valzer op. 32
- El Andalúz, tango classico op. 33
- La Napolitana, tarantella op. 34
- Reminiscencias, notturno op. 36
- La Gioconda, Danza delle ore, op. 37
- La Espiritual, romanza senza parole op. 40
- Elisa, mazurka op. 41
- El Melodioso, valzer op. 42
- Filigrana, valzer op. 44
- Sonatina-Estudio n. 5, op. 45
- Sonatina-Estudio n. 6, op. 46
- Sonatina-Estudio n. 7, op. 47
- Sonatina-Estudio n. 8, op. 48
- La Ideal, romanza senza parole op. 49
- La Aristocrática, gavotta n. 3 op. 50
- La Bailable, mazurka op. 51
- El Rosarino, valzer op. 52
- Nocturno n. 2 de Fryderyk Chopin, op. 53
- Lejos del Bien Amado!, 4° valzer Boston op. 56
- El Porteño, valzer op. 57
- La Original, habanera classica op. 58.